# Kolossus van Rodos

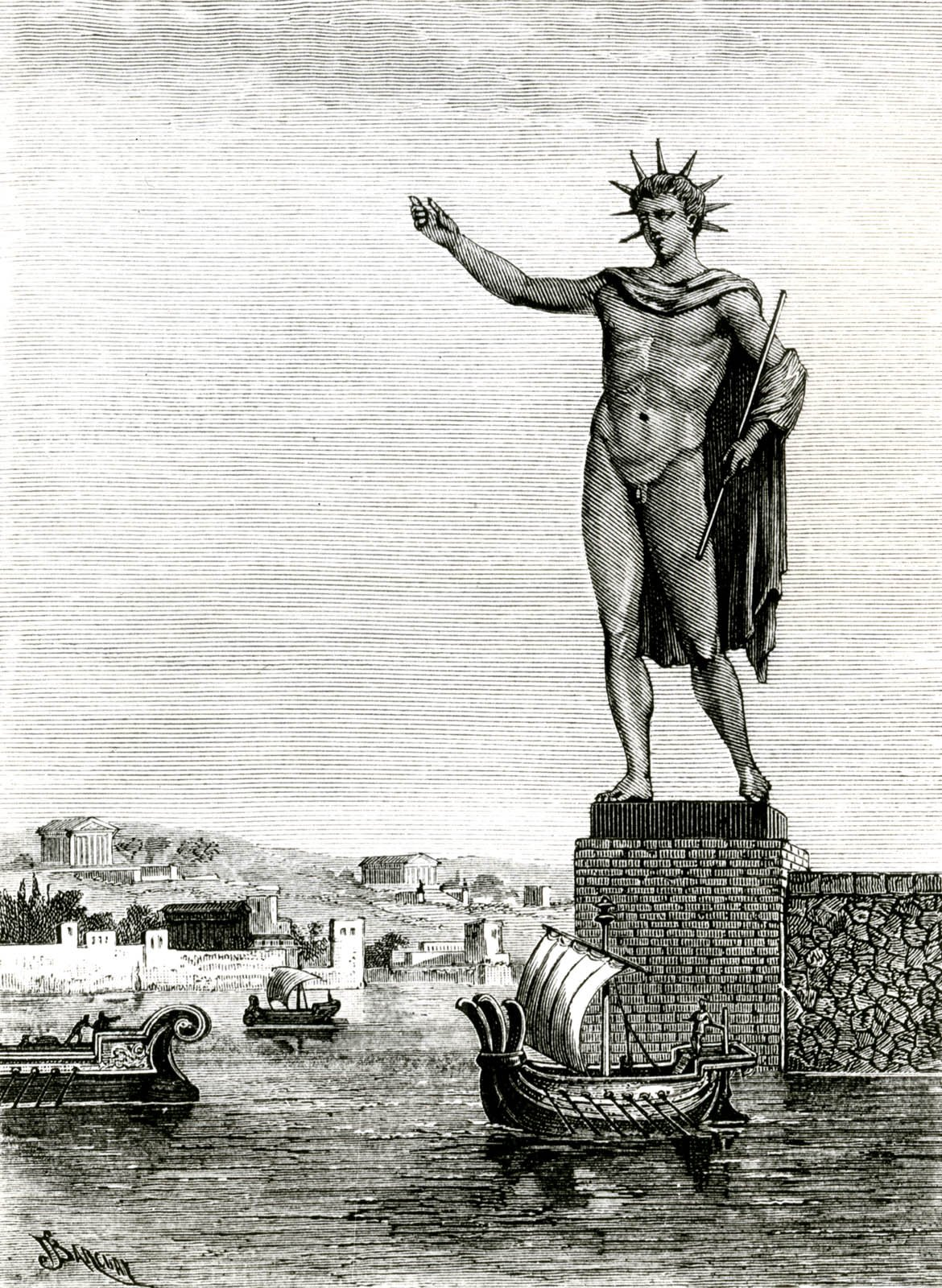
Artistieke impressie van de Kolossus door Sydney Barclay (1880)

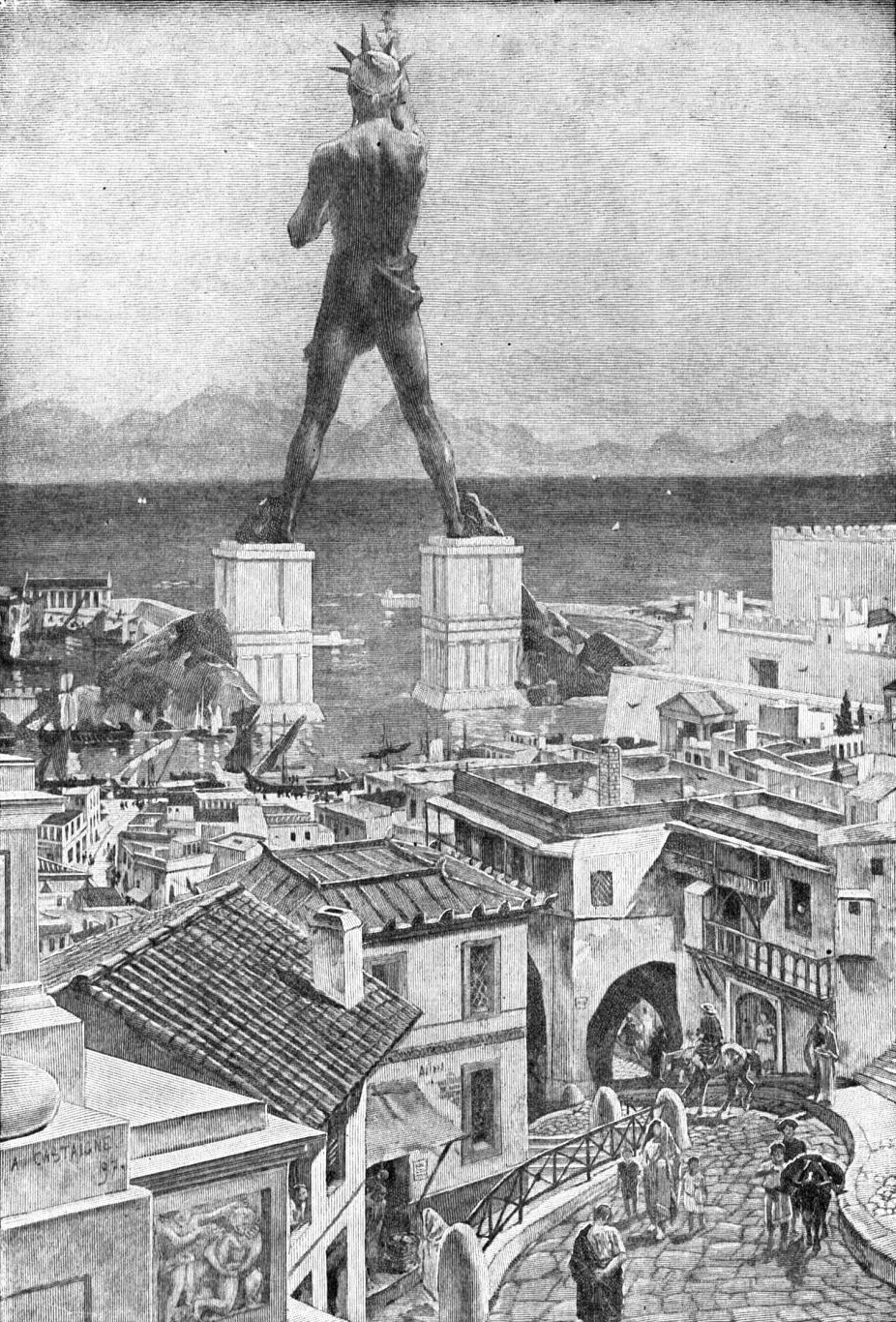
Tekening (verbeelding) van de Kolossus van Rodos uit het Book of Knowledge van de Grolier Society uit 1911

De Kolos(sus) van Rodos of Rhodos (Oudgrieks: Ὁ Ἥλιος Ῥόδιος, Ὁ Κολοσσὸς Ῥόδιος of ὁ ἐν Ῥόδῳ κολοσσός; ho Hélios Rhódios, ho Kolossòs Rhódios, ho en Rhódôi Kolossós, Latijn: Colossus Solis Rhodi of Solis Colossus Rhodi) was een van de zeven wereldwonderen van de antieke wereld. De Kolossus was een bronzen beeld van de Griekse zonnegod Helios, die door de Grieken vereerd werd en later werd gesynthetiseerd met Apollo, de god van het licht. De Kolossus van Rhodos is alleen bekend uit antieke teksten. Er is geen archeologisch materiaal gevonden dat met zekerheid in verband kan worden gebracht met het beeld.
De Nederlandse taal heeft aan dit type kunstwerk woorden als 'kolos' en 'kolossaal' overgehouden.

## Aanleiding voor de bouw
Toen Alexander de Grote in 323 v.Chr. overleed was zijn opvolging niet geregeld. Er werd aanvankelijk een soort staatsraad samengesteld, bestaande uit de voornaamste generaals, zijn moeder, zijn halfbroer Philippus Arrhidaeus en enkele raadgevers, om de zaken waar te nemen voor de beoogde opvolger, Alexanders jonge zoon Alexander IV. Maar de bijzonderste generaals, de "Diadochen", trokken de macht naar zich toe. Tijdens de onderlinge gevechten had Rhodos zich geallieerd met Ptolemaeus I Soter, die Egypte had ingenomen. Dit was niet naar de zin van Antigonos I Monophthalmos, die in 305 v.Chr. zijn zoon Demetrios Poliorketes met een groot leger naar Rhodos stuurde. Demetrios sloeg het beleg op voor Rhodos, maar toen na een jaar een Egyptische vloot kwam opzetten sloot hij een vredesverdrag met Rhodos en trok zich terug met achterlating van zijn belegeringstorens. De inwoners van Rhodos besloten een monument op te richten  om hun zege over Demetrios te herdenken en de zonnegod Helios hiervoor te danken, dit werd de Kolossus.

## Omschrijving
Het beeld was 70 el groot. Als men voor de Griekse el 47,4 cm neemt betekent dit ongeveer 33 meter. Hoe het beeld eruitzag blijft giswerk, er zijn geen afbeeldingen van bewaard gebleven. Maar men neemt aan dat het beeld, dat gewijd was aan Helios de zonnegod en beschermer van het eiland, er waarschijnlijk zal hebben uitgezien als de beelden van Helios die wel bewaard zijn gebleven. Het zou dan een naakte, mooie jonge man hebben voorgesteld, alleen gekleed in een korte mantel (Chlamys) over een schouder, hij had  golvend haar en een Helioskroon met zeven stralen op het hoofd. Men neemt ook aan dat de proporties van het beeld werden aangepast om er voor te zorgen dat de delen die ver van de kijker verwijderd waren in een normale verhouding werden gezien. Het hoofd moet dus verhoudingsgewijs veel groter geweest zijn dan wat mocht verwacht worden op basis van de proporties van het menselijk lichaam. Plinius de Oudere vermeldde in zijn tekst dat de duim van het beeld maar door weinig mannen met de armen kon omvat worden en dat de holle ruimtes van de ledematen wel grotten leken.
In de kunst wordt de Kolossus dikwijls afgebeeld met een fakkel of een vuurschaal in de hand, wat op zijn functie als vuurtoren of lichtbaken zou wijzen. Deze theorie wordt door de historici vrij algemeen verworpen; er is geen enkele antieke tekst die dit vermeldt.

## Chares van Lindos
Het beeld werd gemaakt door Chares van Lindos, die van het eiland Rhodos afkomstig was en die een leerling was van Lysippus van Sicyon. Buiten de Kolossus van Rhodos is er van hem slechts een kolossaal bronzen hoofd bekend dat door Publius Cornelius Lentulus Spinther naar Rome werd gebracht. De legende vertelt dat hem, nadat hij een prijs had opgegeven voor een beeld van 35 el, gevraagd werd wat het dan zou kosten voor een beeld van 70 el. Hij zou geantwoord hebben "dubbel zoveel" en daarop de opdracht hebben gekregen. Toen hij zich realiseerde welke kapitale fout hij had gemaakt, zou hij zelfmoord hebben gepleegd. Maar men kan dit inderdaad als een fabel beschouwen, het is moeilijk aan te nemen dat iemand die de capaciteiten had om een bronzen beeld van 35 el te ontwerpen en op te richten, niet geweten zou hebben dat het volume zich tot de lengte verhoudt als een derde macht en dat hij dus acht keer zoveel had moeten vragen.

## Plaatsing
Ook wat betreft de plaatsing van het beeld zijn er geen archeologische aanwijzingen gevonden. De antieke schrijvers vermelden nergens waar het beeld zich precies bevond. Wat we zeker kunnen uitsluiten is dat het beeld wijdbeens over de haveningang stond. Dit werd voor het eerst gemeld door Nicola de Martoni in het verslag van zijn bedevaart naar het Heilige Land in 1394-1395 en werd daarna gretig overgenomen in de kunst. De oude haven van het antieke Rhodos zou volgens archeologisch onderzoek een dertigtal meters breed geweest zijn, wat een kolos in spreidstand weinig aannemelijk maakt. Bovendien zouden dan na het instorten van het beeld ongetwijfeld brokstukken in zee terechtgekomen zijn en daarvan is nooit iets teruggevonden. Ook de bronsgiettechnieken van de 3e eeuw voor Christus zouden het maken van een dergelijk beeld niet mogelijk hebben gemaakt.
Een aantal onderzoekers situeert het beeld dicht bij de Mandraki-haven, zelfs op het hoofd van de pier. Aan de moeilijkheden die dit uit hoofde van de constructie zou hebben opgeleverd wordt dan minder aandacht besteed.
Anderen gaan ervan uit dat het beeld zich in de stad bevond en waarschijnlijk in de tempel van Helios, gezien het een wijgeschenk was voor deze godheid. Dit stemt overeen met de tekst van Plinius de Oudere, die vermeldde dat bij het instorten van de Kolossus ook huizen en een deel van de wallen werden vernield. Op de top van de heuvel, die vandaag Monte Smith wordt genoemd, maar die volgens Vedder de plaats zou zijn van het heiligdom van Helios, werden enorme stenen funderingen gevonden, die dan zouden hebben gediend tot fundering van de Kolossus.

## De bouw
Het beeld zou gebouwd zijn tussen 305 en 292 v.Chr. Over de bouw is geen eigentijdse informatie teruggevonden. De enige tekst die een summiere beschrijving van de bouw geeft is van de Pseudo-Philon van Byzantium uit de 5e eeuw, dus ruim zevenhonderd jaar later, in een tekst die een beschrijving geeft van de zeven wereldwonderen uit de oudheid. Volgens deze tekst zou Chares uitgegaan zijn van een stenen fundering waarin een ijzeren raamwerk werd verankerd. Hieromheen werd dan ter plaatse het brons gegoten. Om de bovenkant van de structuur bereikbaar te houden werd een aarden berg om het beeld aangebracht, die meegroeide met het beeld. Op die manier zou een naadloos beeld uit één stuk zijn ontstaan.
Sommige onderzoekers gaan ervan uit dat dit mogelijk een correcte beschrijving van de bouwtechniek was.
Alleen al het maken van de heuvel van 35 m hoog en ongeveer 100 m in doorsnede lijkt een nauwelijks haalbare onderneming voor die tijd en onverenigbaar met de situatie ter plaatse. Historici gaan ervan uit dat het beeld was samengesteld uit in brons gegoten onderdelen die op een ijzeren raamwerk werden geplaatst en aan elkaar werden bevestigd met klinknagels.
Ook over de bouw van de Kolossus zijn allerlei hypotheses geformuleerd gebaseerd op de beschrijvingen van de Pseudo-Philon en van de beschrijving van de brokstukken door Plinius, maar ook hier blijft het bij veronderstellingen en theorieën. Moderne ingenieurs denken dat het beeld werd geplaatst op een stenen voetstuk van minstens 18 m diameter. De voeten zouden in steen zijn gebeeldhouwd en bedekt met aan elkaar geklonken bronzen platen. In de stenen constructie werden met ijzersmeedwerk de hielen en de opgaande benen gemodelleerd. Die constructie werd dan bedekt met gebogen bronzen platen die ringvormig aan elkaar werden bevestigd en die onderaan en bovenaan van een flens waren voorzien voor bevestiging van de volgende stukken. Op die wijze werd het beeld dan uit elkaar opvolgende ringvormige elementen opgebouwd. Onderaan tot aan de knieën, zouden de platen 25 mm dik geweest zijn daarna overgaand op platen van ca. 20 mm tot de onderbuik en voor het bovendeel zou de dikte dan gereduceerd zijn tot 15 à 10 mm.
Voor de bouw zou gebruikgemaakt zijn van het materiaal dat door de belegeraars was achtergelaten en het is goed denkbaar dat de reusachtige belegeringstoren die Demetrios Poliorketes had laten bouwen, werd gebruikt als stelling bij de bouw van de Kolossus.
Plinius de Oudere schreef in zijn Naturalis Historiae dat de bouw 12 jaar duurde en 300 talenten zilver kostte (ongeveer 7800 kg).

## Vernieling
Volgens Plinius de Oudere werd de Kolossus van Rhodos 66 jaar na de bouw in ca. 225 v.Chr. vernield door een aardbeving. Anderen plaatsen de aardbeving die Rhodos trof tussen 226 en 227 v.Chr. Strabo schreef dat het beeld bij de knieën was afgebroken. Hoewel de Rhodiërs oorspronkelijk plannen zouden gehad hebben om het beeld weer op te bouwen, waarvoor Ptolemaeus III Euergetes I zijn hulp aanbood, zou dit niet gebeurd zijn. Voordat aan de heropbouw werd begonnen raadpleegde men het orakel van Delphi, dat de heropbouw ontraadde, waarop het project niet werd uitgevoerd.
Johannes Malalas schreef dat keizer Hadrianus de Kolossus weer opgebouwd zou hebben, hoewel deze informatie meestal als dubieus wordt beschouwd. Hoe dan ook, een aardbeving ten tijde van Antoninus Pius zou het beeld opnieuw vernield hebben.
De brokstukken van het beeld zijn negen eeuwen blijven liggen waar het beeld was neergestort, tot kalief Moe'awija I, de stichter van de Omajjaden-dynastie, in 653 Rhodos veroverde. Volgens de overlevering, die teruggaat op de kronieken van Theofanes de Belijder, wordt verteld dat de Arabieren de resten van het beeld verkochten aan een joodse handelaar in Edessa. Volgens de legende waren er 900 kamelen nodig om de bronzen restanten van het beeld te vervoeren.

## Trivia

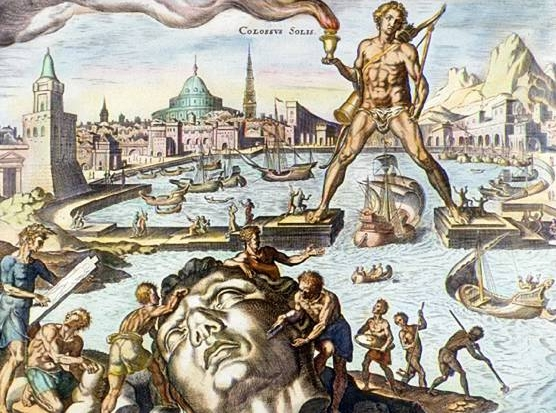
16e-eeuwse gravure (verbeelding) door de Nederlandse kunstschilder Maarten van Heemskerck, onderdeel van zijn serie over de zeven wereldwonderen

- Op 7 augustus 1986 werd, op aanwijzing van de Nederlandse helderziende Anna Dankbaar, voor de kust van Rhodos een stuk steen boven water gehaald, dat mogelijk de vuist van het beeld zou zijn geweest. Zij had een paar jaar tevoren een stuk van het beeld 'gezien'. De berging vond plaats onder supervisie van experts en de Griekse minister van Cultuur, maar al snel bleek het een gewoon rotsblok te zijn.
- Il Colosso di Rodi (De kolos van Rhodos) is een Italiaanse film uit 1961, overigens met een heel andere verhaallijn, onder regie van de Italiaanse regisseur Sergio Leone.
- In het verhaal Asterix en de Olympische Spelen komt een atleet uit Rhodos voor, met zijn broer. Ze hebben een indrukwekkende gestalte en worden dan ook als "kolos" betiteld.

Piramide van Cheops · Kolossus van Rodos · Hangende tuinen van Babylon · Mausoleum van Halicarnassus · Pharos van Alexandrië · Beeld van Zeus te Olympia · Tempel van Artemis in Efeze